# Prosevania erythrosoma
Prosevania erythrosoma är en stekelart som först beskrevs av August Schletterer 1886.  Prosevania erythrosoma ingår i släktet Prosevania och familjen hungersteklar. Inga underarter finns listade i Catalogue of Life.